# 삼체 (영화)
《삼체》(중국어 간체자: 三体, 정체자: 三體, 병음: sāntǐ 싼티[*])는 중국의 SF 영화로, 류츠신의 동명의 SF 소설을 원작으로 한다. 장판판 감독이 연출하고 원작자 류츠신이 제작에 참여했으며, 펑사오펑과 장징추가 출연한다.  
당초 2017년 개봉 예정이었지만 제작사 사정으로 제작이 중단되었고, 제작 재개가 무기한 연기된 상태다.

## 출연진
- 펑사오펑 - 왕먀오
- 장징추 - 예원제
- 우강 - 스창
- 탕옌 - 선위페이
- 장한 - 판한
- 두춘 - 웨이청
- 청위안위안 - 양둥
- 두즈궈 - 레이즈청
- 장광베이 - 창웨이쓰
- 싱자둥 - 양웨이닝
- 루링제 - 바이무린
- 리솬전 - 해커 소녀
- 후하이펑 - 저우왕
- 후밍 - 위중